# Liste des stations de radio en République centrafricaine
 (janvier 2023).
La mise en forme du texte ne suit pas les recommandations de Wikipédia : il faut le « wikifier ».
Les points d'amélioration suivants sont les cas les plus fréquents. Le détail des points à revoir est peut-être précisé sur la page de discussion.
- Les titres sont pré-formatés par le logiciel. Ils ne sont ni en capitales, ni en gras.
- Le texte ne doit pas être écrit en capitales (les noms de famille non plus), ni en gras, ni en italique, ni en « petit »…
- Le gras n'est utilisé que pour surligner le titre de l'article dans l'introduction, une seule fois.
- L'italique est rarement utilisé : mots en langue étrangère, titres d'œuvres, noms de bateaux, etc.
- Les citations ne sont pas en italique mais en corps de texte normal. Elles sont entourées par des guillemets français : « et ».
- Les listes à puces sont à éviter, des paragraphes rédigés étant largement préférés. Les tableaux sont à réserver à la présentation de données structurées (résultats, etc.).
- Les appels de note de bas de page (petits chiffres en exposant, introduits par l'outil «  Source ») sont à placer entre la fin de phrase et le point final[comme ça].
- Les liens internes (vers d'autres articles de Wikipédia) sont à choisir avec parcimonie. Créez des liens vers des articles approfondissant le sujet. Les termes génériques sans rapport avec le sujet sont à éviter, ainsi que les répétitions de liens vers un même terme.
- Les liens externes sont à placer uniquement dans une section « Liens externes », à la fin de l'article. Ces liens sont à choisir avec parcimonie suivant les règles définies. Si un lien sert de source à l'article, son insertion dans le texte est à faire par les notes de bas de page.
- La présentation des références doit suivre les conventions bibliographiques. Il est recommandé d'utiliser les modèles {{Ouvrage}}, {{Chapitre}}, {{Article}}, {{Lien web}} et/ou {{Bibliographie}}. Le mode d'édition visuel peut mettre en forme automatiquement les références.
- Insérer une infobox (cadre d'informations à droite) n'est pas obligatoire pour parachever la mise en page.

Pour une aide détaillée, merci de consulter Aide:Wikification.
Si vous pensez que ces points ont été résolus, vous pouvez retirer ce bandeau et améliorer la mise en forme d'un autre article.
Cet article présente la liste des radios publiques, privés et communautaire en République centrafricaine.

## Radios nationales
La Centrafrique ne dispose qu'une radio publique appelée radio nationale 

### Radios publiques
- Radio Centrafrique est la radio nationale de la République centrafricaine, émet sur 106.9 FM depuis Bangui la capitale Centrafricaine.

### Radios privées
- Guira FM
- Radio Ndeke Luka émet sur 100.9 FM.
- Radio Water for Good (ancien ICDI)

## Radios communautaires
Les radios communautaires représente la plupart des stations radio écoutées sur l'ensemble du territoire Centrafricain.
- Anidussa, 100.5 FM à Mboki
- Barangbaké, 100.1 FM à Bria
- Kuli Ndunga, 98 FM depuis Nola
- La Voix de Kaga, 100.5 FM à Kaga-Bandoro
- La Voix de l'Ouham, 98.7 FM à Bossangoa
- La Voix de la Pendé, 102.6 FM à Paoua
- La Voix de Koyale, 102,1 FM, à Bozoum
- Lego Ti La Ouaka à Bambari
- Maïgaro, 108 FM à Bouar
- Magbadja, à Alindao
- Mbari à Bangassou
- Ndjoku à Bayanga
- Sewa, 100.1 FM à Bangui (PK5)
- Radio Lengo Songo, 98,9 FM à Bangui, financée par la société minière Lobaye Invest d’Evgueni Prigojine[1],[2]
- Yata, 88.8 FM à Birao
- Yemussé à Djemah
- Zereda, 100.6 FM à Obo
- Zoukpana, 105.9 FM à Berbérati

## Radios confessionnelles
- Siriri, 103.6 FM, Bouar
- Maria Béafrika, 103.4 FM à Bossangoa, 90.9 FM à Bangui
- Songo, 92.2 FM, Mbaïki
- Linga FM, 96.6 FM à Bangui, 92.5 FM à Bambari
- Be Oko, 98.1 FM à Bambari
- Notre Dame, 103.3 FM à Bangui
- Néhémie, 104.4 FM à Bangui
- ESCA, Voix de la grâce, 98.5 FM à Bangui
- Voix de la Paix, 102.5 FM à Bangui
- Life Alt FM 88.5FM à Bangui.
- La voix de l'évangile 92.1 FM à Bangui
- Opération Jéricho 91.7 FM à Bangui

## Radios internationales
- BBC WS Africa
- Radio Chine Internationale, 97.6 FM à Bangui
- RFI Afrique, 99.8 FM à Bangui
- VOA Africa

## Sources
- Institut Panos Europe, Centrafrique: État des lieux des médias, janvier 2014
- Nations unies, OCHA Situation of radio stations, 23 mars 2014